# کیلی اسپینی
کیلی اسپینی (انگلیسی: Cailee Spaeny؛ زادهٔ ۲۴ ژوئیهٔ ۱۹۹۸) بازیگر آمریکایی است. نخستین نقش قابل توجه او در فیلم علمی تخیلی حاشیه اقیانوس آرام: طغیان (۲۰۱۸) بود که همان سال با حضور در اوقات بد در ال‌رویال، بر اساس جنسیت و معاون ادامه پیدا کرد. او نقش‌های مکملی در مینی‌سریال‌های توسعه‌دهندگان (۲۰۲۰) و میر از ایست‌تاون (۲۰۲۱) داشت.
اسپینی نقش اصلی فیلم ترسناک حیله: میراث (۲۰۲۰) را بازی کرد و پریسیلا پریسلی را در فیلم زندگی‌نامه‌ای پریسیلا (۲۰۲۳) به تصویر کشید. او برای فیلم دوم برندهٔ جام ولپی بهترین بازیگر زن و نامزد جایزه گلدن گلوب بهترین بازیگر زن – فیلم درام شد.

## فیلم‌شناسی

### فیلم
| سال  | عنوان                     | نقش              | توضیحات    |
| ---- | ------------------------- | ---------------- | ---------- |
| ۲۰۱۶ | تا ۱۰۰۰ شمردن             | اریکا            | فیلم کوتاه |
| ۲۰۱۸ | حاشیه اقیانوس آرام: طغیان | امارا نامانی     |            |
| ۲۰۱۸ | اوقات بد در ال‌رویال       | رز سامراسپرینگ   |            |
| ۲۰۱۸ | بر اساس جنسیت             | جین گینزبورگ     |            |
| ۲۰۱۸ | معاون                     | لین چینی (جوانی) |            |
| ۲۰۲۰ | حیله: میراث               | لیلی شچنر        |            |
| ۲۰۲۱ | چگونه پایان می‌پذیرد       | لیتل لیزا        |            |
| ۲۰۲۲ | دنیای نامحدود             | لارس             | فیلم کوتاه |
| ۲۰۲۳ | پریسیلا                   | پریسیلا پریسلی   |            |
| ۲۰۲۴ | جنگ داخلی                 | جسی کالن         |            |
| ۲۰۲۴ | بیگانه: رومولوس           | رِین کَرِدین        | [ ۶ ]      |
| ۲۰۲۵ | بیدار شو مرد مرده         | نامشخص           |            |

### تلویزیون
| سال  | عنوان            | نقش               | توضیحات    |
| ---- | ---------------- | ----------------- | ---------- |
| ۲۰۲۰ | توسعه‌دهندگان     | لیندون            | مینی‌سریال  |
| ۲۰۲۱ | میر اهل ایست‌تاون | ارین مک‌منامین     | مینی‌سریال  |
| ۲۰۲۲ | بانوی نخست       | آنا روزولت هالستد | نقش دوره‌ای |

### موزیک ویدئوها
| سال  | گروه              | ترانه                 | توضیحات |
| ---- | ----------------- | --------------------- | ------- |
| ۲۰۱۹ | د آل‌امریکن ریجکتز | «او را به بهشت بفرست» |         |